# Momayyez

Mapa dels signes usats com a separadors decimals al món.
punt
coma
momayyez (coma alta àrab)
sense dades

El momayyez (coma a mitjana alçada «٫») és un separador decimal usat al món àrab i a l'Iran.
S'utilitza per separar decimals. Per separar seqüències de tres dígits pot usar-se una coma o un espai en blanc (en qualsevol cas això no és una regla estricta).
En Unicode s'escriu U+066B.